# غونزالو روفيرا
غونزالو روفيرا (بالإسبانية: Gonzalo Rovira)‏ هو لاعب كرة قدم أرجنتيني في مركز الهجوم، ولد في 7 أبريل 1988 في سانتو تومي ‏ في الأرجنتين. لعب مع نادي سان لورينزو.